# 2010 у Тернополі
| Роки в Тернополі: ← · 2000 · 2001 · 2002 · 2003 · 2004 · 2005 · 2006 · 2007 · 2008 · 2009 · 2010 · 2011 · 2012 · 2013 · 2014 · 2015 · 2016 · 2017 · 2018 · 2019 · 2020 · 2021 · 2022 · 2023 · 2024 Див. також: XIX століття · XX століття |

- 470 років з часу заснування міста Тернополя (1540).

## Річниці

### Річниці заснування, утворення

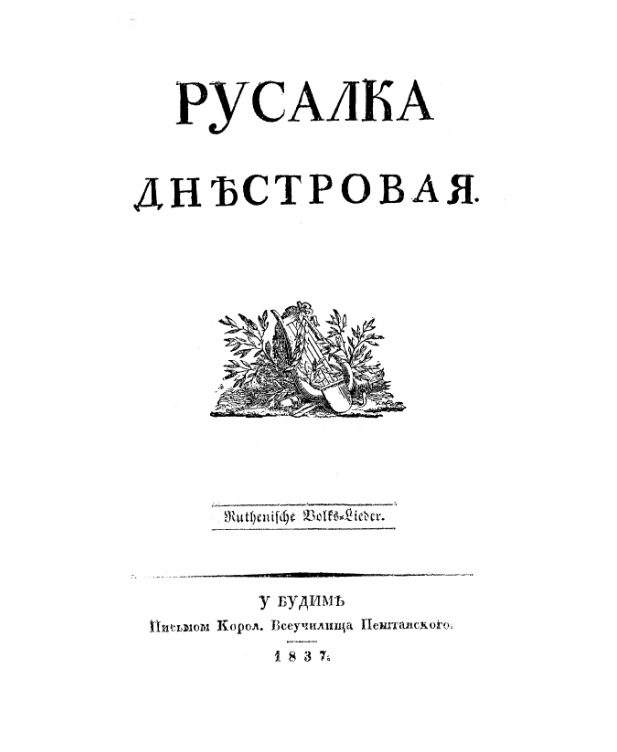
Обкладинка «Русалки Дністрової»

- 10 березня — 100 років тому (1910) в Тернополі вперше в Україні перевидано «Русалку Дністрову».
- 15 квітня — 70 років тому (1940) відкрито Тернопільський національний педагогічний університет імені Володимира Гнатюка.
- 28 травня — 15 років тому (1995) в Тернополі відкрито пам'ятник Іванові Франку.
- 1 вересня — 50 років тому (1960) відкрито Тернопільський національний технічний університет імені Івана Пулюя.
- 18 жовтня — 95 років з дня заснування «Тернопільських театральних вечорів» (1915).
- 18 жовтня — 80 років Тернопільському академічному обласному драматичному театру імені Т. Г. Шевченка (1930).
- 1 листопада — 30 років тому (1980) відкрито Тернопільський академічний обласний театр актора і ляльки.
- 22 грудня — 140 років від дня введення в експлуатацію Тернопільської залізничної станції (1870).
- 25 грудня — 35 років з дня пуску першого тролейбуса в Тернополі.

### Річниці від дня народження
- 12 січня — 130 років від дня народження українського композитора, диригента, педагога Василя Безкоровайного (1880—1966).
- 10 березня — 70 років від дня народження українського мистецтвознавця, педагога, культурного діяча Ігоря Дуди (нар. 1940).
- 17 березня — 125 років від дня народження українського письменника, журналіста, етнографа Франца Коковського (1885—1940).
- 1 квітня — 260 років від дня народження філософа, просвітителя, громадського діяча Гуго Коллонтая (1750—1812).
- 1 квітня — 105 років від дня народження українського диригента, режисера, педагога, композитора Богдана Сарамаґи (1905—1975).
- 17 квітня — 55 років від дня народження української драматичної акторки, співачки (сопрано) Наталі Маліманової (нар. 1955).
- 5 травня — 155 років від дня народження української драматичної артистки і співачки (сопрано) Антоніни Осиповичевої (1855—1926).
- 18 липня — 50 років від дня народження бібліотекаря, бібліографа, директора Тернопільської обласної універсальної наукової бібліотеки Василя Вітенка.
- 31 травня — 105 років від дня народження українського художника Андрія Наконечного (1905—1983).
- 1 серпня — 85 років від дня народження українського поета, перекладача Петра Тимочка (1925—2005).
- 16 жовтня — 85 років від дня народження художника, реставратора Діонізія Шолдри (1925—1995).
- 13 листопада — 140 років від дня народження академіка, вченого-правника, політичного діяча Станіслава Дністрянського (1870—1935).

## Події
- березень — іноземні студенти ТДМУ провели великий благодійний фестиваль у ПК «Березіль» — «Вечір міжнародного культурного обміну 2010 — Кольори Світу», на якому свої номери представили студенти з Малайзії, Індії, Пакистану, Іраку, Сирії, Судану, Нігерії, Гани, Замбії, Польщі, України та інших країн. Всі кошти, зібрані при підготовці і проведенні фестивалю, були перераховані на Бережанську школу-інтернат.[1]

## З'явилися

Пам'ятник Соломії Крушельницькій

- Музей Івана Пулюя — в головному корпусі Тернопільського національного технічного університету.
- 29 травня — у сквері біля Старого замку відкрили скульптурну композицію «Пара лелек», автор — київський архітектор Сергій Лебединський.
- 22 серпня — у сквері імені Тараса Шевченка відкрили пам'ятник Соломії Крушельницькій, автори: скульптори Володимир Стасюк (Рівне) та брати Андрій та Володимир Сухорські, архітектор Ізабелля Ткачук, які працювали спільно з тернопільськими митцями Данилом Чепілем та Анатолієм Водоп'яном.
- 24 серпня — біля входу в ТЦ «Атріум» відкрили скульптурні композиції сантехнікові, людині-невидимці і 12-ому стільцю, автор — скульптор Дмитро Мулярчук.
- 24 жовтня — на розі вулиць Юліуша Словацького та бульвару Тараса Шевченка відкрили пам'ятник бджілці-трудівниці, архітектор Данило Чепіль, скульптор Дмитро Пилип'як.[2]

## Померли
- 18 січня — український актор, у 1960—1988 — актор Тернопільського обласного драматичного театру Іван Биков (нар. 1927).